# Ivan Brajdić
Ivan Brajdić, hrvaški književnik, predavatelj in akademik, * 16. junij 1924, Gornji Kuti, † 5. junij 2008.
Brajdić je bil dopisni član Slovenske akademije znanosti in umetnosti (od 18. maja 1989).